# Dura
«Dura» (с исп. — «Крутая») — песня пуэрто-риканского музыканта Дэдди Янки (настоящее имя Рамон Луис Айяла Родригес) с предстоящего седьмого студийного альбома El Disco Duro, вышедшая 18 января 2018 года. Сингл возглавил чарты 11 стран, а число просмотров на канале YouTube (на 21.08.2018) превысило 1 млрд.

## История
Испанское слово «dura» (американский испанский: [du.ɾa]) в дословном переводе означает «жесткая», но в контексте содержания песни в англоязычных изданиях используется название «hot», что ближе по смыслу песни к понятиям «Крутая, горячая».
Песня была анонсирована 4 января 2018 года в журнале Billboard, где Suzette Fernandez сообщила, что новый и первый в 2018 году сингл Янки будет называться «Dura», а его выход намечен на январь. Через день сам Дэдди Янки подтвердил это в своём аккаунте в Instagram, что он «внёс последние штрихи в новый сингл» и что «январь будет интересным».
«Dura» стала доступна для цифрового скачивания 18 января 2018 года с лейбла El Cartel Records по эксклюзивной лицензии Universal Music Latin. Из-за того, что песня незаконно попала в Интернет, Дэдди Янки был вынужден выпустить её досрочно.
Сингл получил положительные отзывы музыкальной критики и интернет-изданий: Billboard («эта песня возвращает тебя к старому реггетону»), The Straits Times («она возвращает нас к раннему реггетону без поп-мелодий таких мегазвезд, как Шакира, Энрике Иглесиас или Луис Фонси, которые вывели этот жанр в мир англоязычной поп-музыки»), Cosmopolitan France (она содержит «быстрый ритм, танцевальную вирусную хореографию, видео в стиле поп-музыки 90-х и лирику, относительно легкую для запоминания», но затем рецензент также добавил, что «вы сначала будете любить, а затем ненавидеть песню Dura»).

### Награды и номинации
| Церемония                    | Дата           | Категория                     | Результат |
| ---------------------------- | -------------- | ----------------------------- | --------- |
| Billboard Latin Music Awards | 25 апреля 2019 | Hot Latin Song of the Year    | Номинация |
| Billboard Latin Music Awards | 25 апреля 2019 | Airplay Song of the Year      | Номинация |
| Billboard Latin Music Awards | 25 апреля 2019 | Digital Song of the Year      | Победа    |
| Billboard Latin Music Awards | 25 апреля 2019 | Streaming Song of the Year    | Номинация |
| Billboard Latin Music Awards | 25 апреля 2019 | Latin Rhythm Song of the Year | Номинация |
| Latin Grammy Awards          | 15 ноября 2018 | Best Urban Song               | Победа    |

## Коммерческий успех
В США сингл достиг позиции № 2 в чарте Hot Latin Songs в дату с 10 марта 2018 года, став для Дэдди Янки его 23-м хитом в лучшей десятке Top-10. Песня также достигла позиции № 50 в основном общенациональном американском мультижанровым хит-параде Billboard Hot 100 в дату с 3 марта 2018 года, став там его 9-м хитом пятой высшей позицией за всю карьеру исполнителя. Также было достигнуто второе место в цифровом чарте US Latin Digital Songs, и № 3 в стриминговом чарте US Latin Streaming Songs, и № 5 в радиочарте US Latin Airplay.
В хит-параде Latin Rhythm Airplay сингл достиг позиции № 1 в дату с 10 марта 2018 года, став для Дэдди Янки его 17-м лидером в этом чарте (рекорд за всю семнадцатилетнюю историю этого чарта). У идущих на втором месте по этому показателю дуэта Wisin & Yandel, здесь лишь 14 чарттопперов. 17 марта сингл достиг позиции № 1 в чарте Latin Airplay, став там 9-м чарттоппером для Янки.
Для Дэдди Янки песня «Dura» стал его 24-м хитом попавшим в top-10 в радиоэфирном чарте Latin Airplay. Это произошло 24 февраля 2018 года, когда она поднялась с позиции № 18 на девятое место в третью неделю релиза в этом хит-параде латиноамериканской популярной музыки. Дэдди Янки делит шестое место по этому показателю вместе с Марком Энтони среди всех исполнителей по наибольшему числу синглов в лучшей десятке top-10. Впереди него только Cristian Castro, Marco Antonio Solis (у обоих по 25 хитов), Рики Мартин (26), Шакира (29) и Энрике Иглесиас (39 хитов в десятке лучших).
В международном а масштабе, песня возглавила чарты многих испаноязычных стран, например, в таких как Боливия, Доминиканская Республика, Эквадор, Эль-Сальвадор, Гватемала, Гондурас, Никарагуа, Панама, Парагвай, Перу и Испания, а также вошла в top 10 в чартах Аргентины, Чили, Колумбии, Коста-Рики, Мексики, Уругвая и Венесуэлы. Она также имела сравнительный успех в Канаде, Германии, Италии, Нидерландах, Португалии, Словакии, Франции и Швейцарии. Две недели подряд это самая популярная песня во всей Латинской Америке: с 4 марта 13350 и с 11 марта 13956 проигрываний на 700 испаноязычных радиостанциях 18 стран по данным Monitor Latino.

## Музыкальное видео
Музыкальное видео для песни «Dura» поставил пуэрто-риканский режиссёр Carlos Pérez. Съёмки проходили в Лос-Анджелесе (Калифорния, США).

## Концертное исполнение
Впервые в живом концертном исполнении песня «Dura» была представлена 22 февраля 2018 года на 30-й церемонии награждения музыкальной премии Ло Нуэстро (Lo Nuestro Awards), присуждаемая телекоммуникационной компанией «Univision» за лучшие образцы новой латиноамериканской музыки.

## Чарты
| Чарт (2018)                                 | Высшая позиция |
| ------------------------------------------- | -------------- |
| Argentina (Argentina Hot 100) Remix version | 11             |
| Argentina (Monitor Latino)                  | 1              |
| Австрия (Ö3 Austria Top 40)                 | 71             |
| Бельгия/Фландрия (Ultratop 50)              | 11             |
| Бельгия/Валлония (Ultratip Bubbling Under)  | 9              |
| Bolivia (Monitor Latino)                    | 1              |
| Канада (Billboard Canadian Hot 100)         | 77             |
| Chile (Monitor Latino)                      | 1              |
| Colombia (Monitor Latino)                   | 2              |
| Colombia (National Report)                  | 3              |
| Costa Rica (Monitor Latino)                 | 5              |
| Croatia (HRT)                               | 74             |
| Dominican Republic (Monitor Latino)         | 1              |
| Ecuador (Monitor Latino)                    | 1              |
| Ecuador (National-Report)                   | 7              |
| El Salvador (Monitor Latino)                | 1              |
| Франция (SNEP)                              | 83             |
| Германия (GfK)                              | 60             |
| Guatemala (Monitor Latino)                  | 1              |
| Honduras (Monitor Latino)                   | 1              |
| Венгрия (Dance Top 40)                      | 29             |
| Венгрия (Rádiós Top 40)                     | 33             |
| Венгрия (Single Top 40)                     | 14             |
| Italy (FIMI)                                | 19             |
| Япония (Billboard Japan Hot 100)            | 65             |
| Mexico (Monitor Latino)                     | 6              |
| Mexico Airplay (Billboard)                  | 6              |
| Нидерланды (Dutch Top 40)                   | 2              |
| Нидерланды (Single Top 100)                 | 5              |
| Nicaragua (Monitor Latino)                  | 1              |
| Panama (Monitor Latino)                     | 1              |
| Paraguay (Monitor Latino)                   | 1              |
| Peru (Monitor Latino)                       | 1              |
| Португалия (AFP)                            | 18             |
| Словакия (Singles Digitál Top 100)          | 79             |
| Spain (PROMUSICAE)                          | 1              |
| Sweden Heatseeker (Sverigetopplistan)       | 2              |
| Швейцария (Schweizer Hitparade)             | 22             |
| Uruguay (Monitor Latino)                    | 4              |
| США (Billboard Hot 100)                     | 43             |
| США (Billboard Hot Latin Songs)             | 2              |
| Venezuela (National-Report)                 | 1              |

| Чарт (2018)                 | Высшая позиция |
| --------------------------- | -------------- |
| Венесуэла (National-Report) | 1              |

## Сертификации
| Регион | Сертификация           | Продажи   |
| --- | ---------------------- | --------- |
| Аргентина (CAPIF) | 3× Платиновый          |           |
| Бразилия (ABPD) | Бриллиантовый          | 160 000   |
| Чили | 3× Платиновый          |           |
| Колумбия | 3× Платиновый          |           |
| Ecuador | Золотой                |           |
| Франция (SNEP) | Золотой                | 100 000   |
| Италия (FIMI) | 2× Платиновый          | 100 000   |
| Мексика (AMPROFON) | 2× Платиновый          | 120 000   |
| Перу | Платиновый             |           |
| Польша (ZPAV) | Золотой                | 25 000    |
| Португалия (AFP) | Платиновый             | 10 000    |
| Испания (PROMUSICAE) | 5× Платиновый          | 300 000   |
| Испания (PROMUSICAE) · Remix version | 2× Платиновый          | 80 000    |
| США (RIAA) | 43× Платиновый (Latin) | 2 580 000 |
| Стриминг |                        |           |
| Швеция (GLF) | Золотой                | 4 000 000 |
| Данные о продажах + прослушиваниях приведены только на основе сертификации. · Данные только о прослушиваниях приведены на основе сертификации. |                        |           |